# Front républicain (Catalogne)
Pour les articles homonymes, voir Front républicain.
Le Front républicain (en catalan : Front Republicà) est une coalition politique catalane, indépendantiste et de gauche. Elle est présidée par Albano Dante Fachin et regroupe, entre-autres, de nombreux anciens membres de Podem/Podemos.

## Histoire
Le nom de la coalition est rendu public en mars 2019.
La coalition est composée du courant Poble Lliure (ca) qui fait partie de la CUP, de Som Alternativa (ca) et du Parti pirate de Catalogne (ca).
Pour les élections générales espagnoles d'avril 2019, la liste est conduite par Albano Dante Fachin, Maribel Rodríguez, Guillem Fuster, Mireia Caldés et Roger Español.
Lors de ces élections, la coalition n'obtient que 2,72 % dans la circonscription de Barcelone, en dessous du seuil minimum de 3,00 % requis pour être éligible et aucun candidat n'est élu.

## Résultats électoraux

### Élections générales espagnoles
| 04/2019 | Albano Dante Fachin | 113 008 | 0,43 | 13e | 0 / 48 | 0 / 16 |